# Adam Eckenbrecht von der Malsburg
Adam Eckenbrecht von der Malsburg (* 16. März 1656; † 1. Januar 1708 in Regensburg) war ein hessen-kasselischer Staatsbeamter und Politiker.

## Familie
Adam Eckenbrecht von der Malsburg entstammte dem hessischen Uradelsgeschlecht der Herren von der Malsburg. Seine Eltern waren Caspar Eckbrecht von der Malsburg († 1683), Sohn des Rittmeisters Moritz Christoph von der Malsburg  und der Margarethe von Schilder, und dessen Ehefrau Catharina Dorothea († 16. Oktober 1668), Tochter des Otto (XIV.) von der Malsburg, Obervorsteher der Althessischen Ritterschaft, und der Dorothea Marie von Günderrode.
Er selbst war zweimal verheiratet. Im Jahre 1683 heiratete er Dorothea Margarethe von Canstein (1656–1704), Tochter des Friedrich Achaz von Canstein und der Juliane von der Malsburg. In zweiter Ehe vermählte er sich am 6. November 1707 in Sulzbach mit Anna Sophia von Steinling (1669–1721)
Sein 1686 geborener Sohn aus erster Ehe, Carl Maria von der Malsburg, trat 1706 vom reformierten zum katholischen Bekenntnis über und wurde Domherr in Hildesheim, danach Kapuziner in Prag. Der jüngere Sohn hieß Ludwig Friedrich Johann. Eine Tochter heiratete Philipp Wilhelm von Schutzbar genannt Milchling, hessen-kasselischer Oberst.

## Laufbahn
Malsburg trat in den Dienst des Landgrafen Karl von Hessen-Kassel und begann seine Laufbahn 1682 als Hofjunker. 1683 wurde er Regierungsassessor und noch im gleichen Jahr Regierungsrat. Er vertrat die landgräfliche Regierung wiederholt als Gesandter, und 1699 war er als Geheimer Rat landgräflicher Komitialgesandter beim Immerwährenden Reichstag des Heiligen Römischen Reichs in Regensburg. Im Jahre 1700 wurde er zum Hofmarschall in Kassel ernannt; 1702 wurde er Präsident des hessischen Samthofgerichts in Marburg.
Malsburg folgte seinem Vater als Herr zu Elmarshausen, Niederelsungen, Obermeiser und Ödinghausen.